# Chengde
Chengde (kineski: 承德, pinyin: Chéngdé) je grad-prefektura u sjevernoj pokrajini Hebei, Kina. Nalazi se sjeverno od Pekinga i najpoznatiji je kao povijesni grad Jehol u kojemu je bilo sjedište planinskog ljetnikovca kineskih careva dinastije Qing.
Ljetnikovac (izgrađen od 1703. – 92.) je veliki kompleks palača, ceremonijalnih i upravnih građevina, te hramova različitih arhitektonskih stilova i carskih vrtova; svi skladno uklopljeni u krajolik jezera, pašnjaka i šuma. Pored estetskih vrijednosti, Planinski ljetnikovac je rijedak povijesni primjer krajnje faze feudalnog društva u Kini. Zbog toga je upisan na UNESCO-ov popis mjesta svjetske baštine u Aziji i Oceaniji 1994. god.

## Povijest
Kako bi ojačao kontrolu mongolskog područja i obranu sjeverne granice zemlje, vlada dinastije Qing je osnovala Lovno područje Mulan na mongolskim travnjacima, oko 350 km od Pekinga. Svake godine Car bi u lov u Mulan poveo svoje ministre i osam svojih standardnih carskih postrojbi, zajedno sa svojom obitelji i konkubinama. Da bi lovište odgovarao ovoj pratnji od nekoliko tisuća ljudi, izgrađene su 21 privremene palače, među njima Planinski ljetnikovac (poznat i kao "Privremena carska palača Rehe") i njegovi pripadajući hramovi.
Izgradnja je započela 1703., a zadnji projekt je dovršen 1792. godine, za vrijeme vladavine triju uzastopna cara dinastije Qing (Kang Xi, Yong Zheng, i Qian Long). Rad je proveden u dvije faze:
- 1703. – 14. - otvaranje površine jezera, izgradnja nasipa i otočića, pripreme za gradnju palača, paviljoni, i zidina palače.
- 1741. – 54. - nadogradnja palače i slikovitih vrtova. Između 1713. i 1780. godine izgrađeni su i okolni Hramovi.

Propašću dinastije Qing 1911. godine, napušten je i Planinski ljetnikovac u Chengdeu.

## Znamenitosti
Planinski ljetnikovac se sastoji od područja palače i krajolika koje obuhvaća 102.000 m², a nalazi se u južnom dijelu naselja. To je bilo područje gdje su Qing carevi živjeli, bavili se upravom i održavali ceremonije. Ono se izvorno sastojalo od četiri skupine zgrada u jednostavnom tradicionalnom kineskom stilu ali s carskim pečatom, uključujući glavnu dvoranu Songhe, palače Wanhe Songfeng i Istočnu palaču.
Područje jezera, koje obuhvaća 496.000 m² u jugoistočnom dijelu kompleksa, je planirano u skladu s tradicionalnim kineskim dizajnom vrtova, na temelju kineske mitologije. Postoji osam jezera i nekoliko skupina zgrada koji stvaraju pejzaž sličan onome u području južno od rijeke Yangtze.
Obično područje, sjeverno od naselja, obuhvaća 607.000 m² i podijeljeno je na dva dijela: zapadni travnjaci i istočne šume. Travnjaci su se koristili za utrke konja a šume (također poznate kao "Vrt deset tisuća drveća") su bile politički centar za primanje visokih gostiju. U zapadnom dijelu šume je Dvorana Wenjin, jedna od najvećih carskih knjižnica. Mnoge druge građevine su razbacane u krajoliku.
U Planinskom području, na sjevero-zapadu naselja, na prostoru više od 4 milijuna m², u prostoru četiri klanca (Zhengzi, Songlin, Lishu i Songyun) nekada je bilo 40 skupina dvorana, paviljona, hramova i samostana, od kojih su danas ostale samo ruševine. Ovi, tzv. "okolni hramovi", sagrađeni su kako bi dojmili etničke manjine u Kini (Mongoli, Tibetanci, i dr.), ali i za jačanje administracije pograničnih područja. Oni se sastoje od dvanaest paviljona u različitim arhitektonskim stilovima. Kombinacija Han i tibetanskih stilova arhitekture je glavna značajka mnogih hramova (Punin, Puyou, Anyuan i Pule), naime pročelja hramova su izgrađeni u Han stilu, a stražnji u tibetanskom stilu. Oni su posebno značajni za razumijevanje tehnološke i umjetničke vještine njihovih umjetnina, kao što su Buda u hramu Shanglewang Pule i božica milosrđa u hramu Puning.
- Pagoda u Ljetnikovcu
- Paviljoni uz jezero
- Hram Puning
- Pagoda hrama Puning
- Ulaz u hram Puoto Zongcheng (slika gore desno)

## Uprava
Chengde se sastoji od:
| Map | Map                   | Map                               | Map                        | Map            | Map                         | Map |
| --- | --------------------- | --------------------------------- | -------------------------- | -------------- | --------------------------- | --- |
| 1 2 3 Chengde okrug Xinglong Luanping Longhua Fengning Manchu (autonomni okrug) Kuancheng Manchu (autonomni okrug) Weichang Manchu i Mongol (autonomni okrug) Pingquan 1. Shuangqiao 2. Shuangluan 3. Yingshouyingzi |                       |                                   |                            |                |                             |     |
| Naziv | Kineski               | Pinyin                            | Stanovništvo (2004. proc.) | Površina (km²) | Gustoća stanovništva (/km²) |     |
| Shuangqiao | 双桥区                | Shuāngqiáo Qū                     | 290.000                    | 311            | 932                         |     |
| Shuangluan | 双滦区                | Shuāngluán Qū                     | 100.000                    | 250            | 400                         |     |
| Yingshouyingzikuang | 鹰手营子矿区          | Yīngshǒuyíngzi Kuàngqū            | 70.000                     | 148            | 473                         |     |
| Pingquan grad | 平泉市                | Píngquán Shì                      | 470.000                    | 3.297          | 143                         |     |
| Chengde (okrug) | 承德县                | Chéngdé Xiàn                      | 470.000                    | 3.990          | 118                         |     |
| Xinglong | 兴隆县                | Xīnglóng Xiàn                     | 320.000                    | 3.116          | 103                         |     |
| Luanping | 滦平县                | Luánpíng Xiàn                     | 320.000                    | 3.195          | 100                         |     |
| Longhua | 隆化县                | Lónghuà Xiàn                      | 420.000                    | 5.474          | 77                          |     |
| Fengning Manchu Autonomous County | 丰宁满族 自治县       | Fēngníng Mǎnzú Zìzhìxiàn          | 380.000                    | 8.747          | 43                          |     |
| Kuancheng Manchu | 宽城满族 自治县       | Kuānchéng Mǎnzú Zìzhìxiàn         | 230.000                    | 1.933          | 119                         |     |
| Weichang Manchu i Mongol | 围场满族 蒙古族自治县 | Wéichǎng Mǎnzú Měnggǔzú Zìzhìxiàn | 520.000                    | 9.058          | 57                          |     |

## Gradovi prijatelji
Chengde ima ugovore o partnerstvu sa sljedećim gradovima:
- Dakota County  SAD
- Kashiwa  Japan
- Santo André  Brazil
- Takasaki  Japan

## Vanjske poveznice
- Službena stranica grada (engl.)
- Chengde Turistički vodič